# آوی کوهن
آوی کوهن (به انگلیسی: Avi Cohen) مدافع اهل اسرائیل است که از سال ۱۹۷۶ تا ۱۹۸۸ میلادی عضو تیم ملی فوتبال اسرائیل بوده و در ۶۴ بازی ملی حضور داشته است. آوی کوهن توانسته در بازی‌های ملی، ۱ گل به ثمر برساند.